# Partecipanti alla Liegi-Bastogne-Liegi 2021
Elenco dei partecipanti alla Liegi-Bastogne-Liegi 2021.
La Liegi-Bastogne-Liegi 2021 è stata la centosettesima edizione della corsa. Alla competizione presero parte 25 squadre: le 19 iscritte all'UCI World Tour 2021 e 6 UCI ProTeam.
Ciascuna delle squadre è composta da sette ciclisti, per un totale di 175 ciclisti accreditati alla partenza.

## Corridori per squadra
Nota: R ritirato, NP non partito, FT fuori tempo, SQ squalificato
| Jumbo-Visma                        | Jumbo-Visma                        | Jumbo-Visma                        | UAE Team Emirates   | UAE Team Emirates    | UAE Team Emirates   | Bahrain Victorious        | Bahrain Victorious        | Bahrain Victorious        |
| ---------------------------------- | ---------------------------------- | ---------------------------------- | ------------------- | -------------------- | ------------------- | ------------------------- | ------------------------- | ------------------------- |
| N°                                 | Ciclista                           | Clas.                              | N°                  | Ciclista             | Clas.               | N°                        | Ciclista                  | Clas.                     |
| 1                                  | Primož Roglič                      | 13°                                | 11                  | Tadej Pogačar        | 1°                  | 21                        | Wout Poels                | 109°                      |
| 2                                  | Robert Gesink                      | 47°                                | 12                  | Rui Costa            | 63°                 | 22                        | Eros Capecchi             | R                         |
| 3                                  | Lennard Hofstede                   | 142°                               | 13                  | David de la Cruz     | R                   | 23                        | Jack Haig                 | 17°                       |
| 4                                  | Paul Martens                       | R                                  | 14                  | Davide Formolo       | 16°                 | 24                        | Heinrich Haussler         | R                         |
| 5                                  | Sam Oomen                          | 94°                                | 15                  | Marc Hirschi         | 6°                  | 25                        | Matej Mohorič             | 10°                       |
| 6                                  | Christoph Pfingsten                | R                                  | 16                  | Vegard Stake Laengen | 132°                | 26                        | Mark Padun                | 79°                       |
| 7                                  | Jonas Vingegaard                   | 28°                                | 17                  | Brandon McNulty      | R                   | 27                        | Dylan Teuns               | 34°                       |
| Deceuninck-Quick Step              | Deceuninck-Quick Step              | Deceuninck-Quick Step              | Movistar Team       | Movistar Team        | Movistar Team       | EF Education-Nippo        | EF Education-Nippo        | EF Education-Nippo        |
| N°                                 | Ciclista                           | Clas.                              | N°                  | Ciclista             | Clas.               | N°                        | Ciclista                  | Clas.                     |
| 31                                 | Julian Alaphilippe                 | 2°                                 | 41                  | Alejandro Valverde   | 4°                  | 51                        | Sergio Higuita            | 31°                       |
| 32                                 | João Almeida                       | 65°                                | 42                  | Jorge Arcas          | 129°                | 52                        | Jonathan Caicedo          | 107°                      |
| 33                                 | Dries Devenyns                     | R                                  | 43                  | Matteo Jorgenson     | 56°                 | 53                        | Simon Carr                | 131°                      |
| 34                                 | Mikkel Honoré                      | 50°                                | 44                  | Lluís Mas            | R                   | 54                        | Lawson Craddock           | 139°                      |
| 35                                 | James Knox                         | 33°                                | 45                  | Enric Mas            | 116°                | 55                        | Alex Howes                | 99°                       |
| 36                                 | Pieter Serry                       | 138°                               | 46                  | Gonzalo Serrano      | 118°                | 56                        | Michael Valgren           | 58°                       |
| 37                                 | Mauri Vansevenant                  | 80°                                | 47                  | Carlos Verona        | 71°                 | 57                        | Hideto Nakane             | R                         |
| Team DSM                           | Team DSM                           | Team DSM                           | Team Arkéa-Samsic   | Team Arkéa-Samsic    | Team Arkéa-Samsic   | Ineos Grenadiers          | Ineos Grenadiers          | Ineos Grenadiers          |
| N°                                 | Ciclista                           | Clas.                              | N°                  | Ciclista             | Clas.               | N°                        | Ciclista                  | Clas.                     |
| 61                                 | Tiesj Benoot                       | 7°                                 | 71                  | Warren Barguil       | 26°                 | 81                        | Richard Carapaz           | SQ                        |
| 62                                 | Nikias Arndt                       | 98°                                | 72                  | Thibault Guernalec   | 137°                | 82                        | Eddie Dunbar              | 124°                      |
| 63                                 | Mark Donovan                       | 38°                                | 73                  | Kévin Ledanois       | 114°                | 83                        | Tao Geoghegan Hart        | 35°                       |
| 64                                 | Chris Hamilton                     | 69°                                | 74                  | Łukasz Owsian        | 82°                 | 84                        | Michał Gołaś              | 135°                      |
| 65                                 | Andreas Leknessund                 | R                                  | 75                  | Laurent Pichon       | 43°                 | 85                        | Michał Kwiatkowski        | 11°                       |
| 66                                 | Martijn Tusveld                    | 49°                                | 76                  | Alan Riou            | 133°                | 86                        | Luke Rowe                 | 134°                      |
| 67                                 | Kevin Vermaerke                    | 140°                               | 77                  | Diego Rosa           | 52°                 | 87                        | Adam Yates                | 18°                       |
| Israel Start-Up Nation             | Israel Start-Up Nation             | Israel Start-Up Nation             | Groupama-FDJ        | Groupama-FDJ         | Groupama-FDJ        | Cofidis                   | Cofidis                   | Cofidis                   |
| N°                                 | Ciclista                           | Clas.                              | N°                  | Ciclista             | Clas.               | N°                        | Ciclista                  | Clas.                     |
| 91                                 | Michael Woods                      | 5°                                 | 101                 | David Gaudu          | 3°                  | 111                       | Guillaume Martin          | SQ                        |
| 92                                 | Guillaume Boivin                   | R                                  | 102                 | Bruno Armirail       | R                   | 112                       | Fernando Barceló          | 44°                       |
| 93                                 | Omer Goldstein                     | 101°                               | 103                 | William Bonnet       | R                   | 113                       | Rubén Fernández           | 76°                       |
| 94                                 | Reto Hollenstein                   | 120°                               | 104                 | Matthieu Ladagnous   | 105°                | 114                       | Simon Geschke             | 59°                       |
| 95                                 | Daryl Impey                        | 70°                                | 105                 | Valentin Madouas     | 83°                 | 115                       | Jesús Herrada             | 37°                       |
| 96                                 | Krists Neilands                    | 25°                                | 106                 | Rudy Molard          | 62°                 | 116                       | Anthony Perez             | 96°                       |
| 97                                 | Guy Niv                            | R                                  | 107                 | Romain Seigle        | 66°                 | 117                       | Rémy Rochas               | 143°                      |
| Trek-Segafredo                     | Trek-Segafredo                     | Trek-Segafredo                     | Astana-Premier Tech | Astana-Premier Tech  | Astana-Premier Tech | AG2R Citroën Team         | AG2R Citroën Team         | AG2R Citroën Team         |
| N°                                 | Ciclista                           | Clas.                              | N°                  | Ciclista             | Clas.               | N°                        | Ciclista                  | Clas.                     |
| 121                                | Bauke Mollema                      | 8°                                 | 131                 | Jakob Fuglsang       | 12°                 | 141                       | Benoît Cosnefroy          | 48°                       |
| 122                                | Julien Bernard                     | 87°                                | 132                 | Alex Aranburu        | 21°                 | 142                       | Tony Gallopin             | R                         |
| 123                                | Nicola Conci                       | 45°                                | 133                 | Stefan de Bod        | 100°                | 143                       | Dorian Godon              | 86°                       |
| 124                                | Niklas Eg                          | 113°                               | 134                 | Omar Fraile          | 30°                 | 144                       | Ben O'Connor              | 108°                      |
| 125                                | Alexander Kamp                     | 39°                                | 135                 | Hugo Houle           | R                   | 145                       | Aurélien Paret-Peintre    | 23°                       |
| 126                                | Michel Ries                        | 130°                               | 136                 | Aleksej Lucenko      | 89°                 | 146                       | Michael Schär             | 119°                      |
| 127                                | Toms Skujiņš                       | 22°                                | 137                 | Luis León Sánchez    | 67°                 | 147                       | Greg Van Avermaet         | 40°                       |
| Bora-Hansgrohe                     | Bora-Hansgrohe                     | Bora-Hansgrohe                     | Team BikeExchange   | Team BikeExchange    | Team BikeExchange   | Bingoal Pauwels Sauces WB | Bingoal Pauwels Sauces WB | Bingoal Pauwels Sauces WB |
| N°                                 | Ciclista                           | Clas.                              | N°                  | Ciclista             | Clas.               | N°                        | Ciclista                  | Clas.                     |
| 151                                | Max Schachmann                     | 9°                                 | 161                 | Esteban Chaves       | 14°                 | 171                       | Jelle Vanendert           | 72°                       |
| 152                                | Cesare Benedetti                   | 115°                               | 162                 | Brent Bookwalter     | 104°                | 172                       | Laurens Huys              | 125°                      |
| 153                                | Matteo Fabbro                      | 127°                               | 163                 | Lucas Hamilton       | 74°                 | 173                       | Rémy Mertz                | 84°                       |
| 154                                | Wilco Kelderman                    | 27°                                | 164                 | Chris Juul Jensen    | 73°                 | 174                       | Kenny Molly               | 122°                      |
| 155                                | Patrick Konrad                     | 20°                                | 165                 | Tanel Kangert        | 112°                | 175                       | Mathijs Paasschens        | 123°                      |
| 156                                | Ide Schelling                      | 55°                                | 166                 | Michael Matthews     | 19°                 | 176                       | Joël Suter                | R                         |
| 157                                | Andreas Schillinger                | R                                  | 167                 | Mikel Nieve          | 75°                 | 177                       | Luc Wirtgen               | 46°                       |
| Intermarché-Wanty-Gobert Matériaux | Intermarché-Wanty-Gobert Matériaux | Intermarché-Wanty-Gobert Matériaux | TotalEnergies       | TotalEnergies        | TotalEnergies       | Alpecin-Fenix             | Alpecin-Fenix             | Alpecin-Fenix             |
| N°                                 | Ciclista                           | Clas.                              | N°                  | Ciclista             | Clas.               | N°                        | Ciclista                  | Clas.                     |
| 181                                | Loïc Vliegen                       | 92°                                | 191                 | Pierre Latour        | 78°                 | 201                       | Louis Vervaeke            | R                         |
| 182                                | Jan Bakelants                      | 81°                                | 192                 | Mathieu Burgaudeau   | 95°                 | 202                       | Jimmy Janssens            | 88°                       |
| 183                                | Ludwig De Winter                   | R                                  | 193                 | Fabien Doubey        | 111°                | 203                       | Xandro Meurisse           | 117°                      |
| 184                                | Quinten Hermans                    | 36°                                | 194                 | Valentin Ferron      | 64°                 | 204                       | Kristian Sbaragli         | 51°                       |
| 185                                | Maurits Lammertink                 | 106°                               | 195                 | Marlon Gaillard      | R                   | 205                       | Ben Tulett                | 54°                       |
| 186                                | Lorenzo Rota                       | 42°                                | 196                 | Fabien Grellier      | 121°                | 206                       | Otto Vergaerde            | R                         |
| 187                                | Kévin Van Melsen                   | R                                  | 197                 | Julien Simon         | 41°                 | 207                       | Philipp Walsleben         | R                         |
| Gazprom-RusVelo                    | Gazprom-RusVelo                    | Gazprom-RusVelo                    | Lotto Soudal        | Lotto Soudal         | Lotto Soudal        | Team Qhubeka Assos        | Team Qhubeka Assos        | Team Qhubeka Assos        |
| N°                                 | Ciclista                           | Clas.                              | N°                  | Ciclista             | Clas.               | N°                        | Ciclista                  | Clas.                     |
| 211                                | Il'nur Zakarin                     | 53°                                | 221                 | Tim Wellens          | 24°                 | 231                       | Domenico Pozzovivo        | 60°                       |
| 212                                | Sergej Černeckij                   | 90°                                | 222                 | Philippe Gilbert     | 102°                | 232                       | Sander Armée              | 110°                      |
| 213                                | Roman Kreuziger                    | R                                  | 223                 | Sébastien Grignard   | 141°                | 233                       | Fabio Aru                 | 61°                       |
| 214                                | Pëtr Rikunov                       | R                                  | 224                 | Tomasz Marczyński    | 91°                 | 234                       | Sean Bennett              | 145°                      |
| 215                                | Evgenij Šalunov                    | R                                  | 225                 | Sylvain Moniquet     | 85°                 | 235                       | Simon Clarke              | 32°                       |
| 216                                | Dmitrij Strachov                   | 144°                               | 226                 | Tosh Van Der Sande   | 146°                | 236                       | Sergio Henao              | 77°                       |
| 217                                | Simone Velasco                     | 97°                                | 227                 | Harm Vanhoucke       | 68°                 | 237                       | Robert Power              | 57°                       |
| Sport Vlaanderen-Baloise           |                                    |                                    |                     |                      |                     |                           |                           |                           |
| N°                                 | Ciclista                           | Clas.                              |                     |                      |                     |                           |                           |                           |
| 241                                | Thomas Sprengers                   | 103°                               |                     |                      |                     |                           |                           |                           |
| 242                                | Ruben Apers                        | 136°                               |                     |                      |                     |                           |                           |                           |
| 243                                | Alex Colman                        | 147°                               |                     |                      |                     |                           |                           |                           |
| 244                                | Rune Herregodts                    | 126°                               |                     |                      |                     |                           |                           |                           |
| 245                                | Julian Mertens                     | 128°                               |                     |                      |                     |                           |                           |                           |
| 246                                | Aaron Van Poucke                   | 93°                                |                     |                      |                     |                           |                           |                           |
| 247                                | Aaron Verwilst                     | R                                  |                     |                      |                     |                           |                           |                           |